# Copa Campeón de Campeones de Costa Rica 1979
El Torneo de Campeones 1979 del fútbol costarricense se disputó desde el 8 de julio hasta el 8 de agosto.
El Club Sport Cartaginés a pesar de empatar en puntos en el primer lugar de la tabla de posiciones con Club Sport Herediano logró llevarse el certamen de campeones al ser el club que más goles a favor anotó. El goleador del torneo fue el ariete blanquiazul Óscar Solano y el técnico campeón Walter Elizondo.

## Sistema de competición
La competición constó de un grupo único integrado por cuatro clubes que en alguna ocasión se hayan proclamado campeones de liga y que estuvieran activos en la categoría. Siguiendo un sistema de liga, los cuatro equipos se enfrentaron todos contra todos en una ocasión sumando un total de 3 jornadas. La clasificación final se estableció con arreglo a los puntos obtenidos por los equipos en cada enfrentamiento, a razón de dos por partido ganado, uno por empatado y ninguno en caso de derrota.

## Clubes participantes
|  | C. S. Cartaginés   |  |  | Campeón de Liga (3 veces)  |
|  | C. S. Herediano    |  |  | Campeón de Liga (16 veces) |
|  | Deportivo Saprissa |  |  | Campeón de Liga (15 veces) |
|  | L. D. Alajuelense  |  |  | Campeón de Liga (12 veces) |

## Resultados

### Clasificación
| Pos. | Equipo               | Pts. | PJ | G | E | P | GF | GC | Dif. |  |
| ---- | -------------------- | ---- | -- | - | - | - | -- | -- | ---- |  |
| 1    | C. S. Cartaginés (C) | 4    | 3  | 2 | 0 | 1 | 8  | 5  | +3   |  |
| 2    | C. S. Herediano      | 4    | 3  | 2 | 0 | 1 | 6  | 4  | +2   |  |
| 3    | Deportivo Saprissa   | 2    | 3  | 1 | 0 | 2 | 3  | 3  | 0    |  |
| 4    | L. D. Alajuelense    | 2    | 3  | 1 | 0 | 2 | 4  | 9  | −5   |  |

 Fuente: La República
Criterios de clasificación: Puntos · Diferencia de goles · Goles a favor

#### Jornada 1
| 8 de julio de 1979, 09:30 | Herediano                                                                      | 4:0 (2:0) | Alajuelense | Estadio Ricardo Saprissa, Tibás                           |                                                           |
|                           | - Fernando Montero 27' - Raúl Washington Benítez 38' - Nilton Nóbrega 53', 79' | Reporte   |             | Asistencia: 3 074 espectadores Árbitro(s): Claudio Zúñiga | Asistencia: 3 074 espectadores Árbitro(s): Claudio Zúñiga |

| 8 de julio de 1979, 11:30 | Saprissa | 0:2 (0:1) | Cartaginés                                 | Estadio Ricardo Saprissa, Tibás |                         |
|                           |          | Reporte   | - Rafael Solano 24' - Augusto Palacios 85' | Árbitro(s): Halef Smith         | Árbitro(s): Halef Smith |

#### Jornada 2
| 15 de julio de 1979, 09:30 | Alajuelense                                                       | 3:5 (2:3) | Cartaginés                                                                 | Estadio Ricardo Saprissa, Tibás    |                                    |
|                            | - Luis Fernández 7' - Ronald Ureña 36' - Rafael Ángel Hidalgo 63' | Reporte   | - Hernán Morales 8' - Óscar Solano 10', 55', ?' - Marco Antonio García 20' | Árbitro(s): Julio César Soto París | Árbitro(s): Julio César Soto París |

| 15 de julio de 1979, 11:30 | Saprissa                                                              | 3:0 (2:0) | Herediano | Estadio Ricardo Saprissa, Tibás                             |                                                             |
|                            | - Francisco Hernández 7' - Rodrigo Kenton 12' - Wilberth Barquero 88' | Reporte   |           | Asistencia: 3 504 espectadores Árbitro(s): José Ángel Rizzo | Asistencia: 3 504 espectadores Árbitro(s): José Ángel Rizzo |

#### Jornada 3
| 8 de agosto de 1979, 18:30 | Alajuelense                | 1:0 (0:0) | Saprissa | Estadio Nacional, San José |                            |
|                            | - Álvaro Solano 52' (t.l.) | Reporte   |          | Árbitro(s): Gerardo Méndez | Árbitro(s): Gerardo Méndez |

| 8 de agosto de 1979, 20:30 | Cartaginés           | 1:2 (1:1) | Herediano                             | Estadio Nacional, San José                        |                                                   |
|                            | - Juan Maldonado 17' | Reporte   | - Jorge Ulate 37' - Carlos Ovares 65' | Asistencia: 1 576 espectadores Árbitro(s): Molina | Asistencia: 1 576 espectadores Árbitro(s): Molina |

|                                      |
|                                      |
| Campeón C. S. Cartaginés 1.er título |

## Estadísticas

### Tabla de goleadores
Lista con los máximos anotadores de la copa.
| Pos. | Jugador                 | Equipo      | Goles |
| ---- | ----------------------- | ----------- | ----- |
| 1.º  | Óscar Solano            | Cartaginés  | 3     |
| 2.º  | Nilton Nóbrega          | Herediano   | 2     |
| 3.º  | Álvaro Solano           | Alajuelense | 1     |
| =    | Augusto Palacios        | Cartaginés  | 1     |
| =    | Francisco Hernández     | Saprissa    | 1     |
| =    | Jorge Ulate             | Herediano   | 1     |
| =    | Luis Fernández          | Alajuelense | 1     |
| =    | Rodrigo Kenton          | Saprissa    | 1     |
| =    | Wilberth Barquero       | Saprissa    | 1     |
| =    | Carlos Ovares           | Herediano   | 1     |
| =    | Fernando Montero        | Herediano   | 1     |
| =    | Raúl Washington Benítez | Herediano   | 1     |
| =    | Juan Maldonado          | Cartaginés  | 1     |
| =    | Marco Antonio García    | Cartaginés  | 1     |
| =    | Rafael Ángel Hidalgo    | Alajuelense | 1     |
| =    | Rafael Solano           | Cartaginés  | 1     |
| =    | Ronald Ureña            | Alajuelense | 1     |
| =    | Hernán Morales          | Cartaginés  | 1     |